# Kanton Sablé-sur-Sarthe
Der Kanton Sablé-sur-Sarthe ist ein französischer Wahlkreis im Arrondissement La Flèche, im Département Sarthe und in der Region Pays de la Loire; sein Hauptort ist Sablé-sur-Sarthe. Vertreter im Generalrat des Départements ist seit 1998 Pierre Touchard (UMP). 

## Gemeinden
Der Kanton besteht aus 16 Gemeinden mit insgesamt 27.608 Einwohnern (Stand: 1. Januar 2022) auf einer Gesamtfläche von 356,33 km²:
| Gemeinde                | Einwohner 1. Januar 2022 | Fläche km² | Dichte Einw./km² | Code INSEE | Postleitzahl |
| ----------------------- | ------------------------ | ---------- | ---------------- | ---------- | ------------ |
| Asnières-sur-Vègre      | 337                      | 12,64      | 27               | 72010      | 72430        |
| Auvers-le-Hamon         | 1.458                    | 47,83      | 30               | 72016      | 72300        |
| Avoise                  | 572                      | 24,56      | 23               | 72021      | 72430        |
| Courtillers             | 910                      | 7,24       | 126              | 72106      | 72300        |
| Dureil                  | 61                       | 7,96       | 8                | 72123      | 72270        |
| Juigné-sur-Sarthe       | 1.142                    | 20,66      | 55               | 72151      | 72300        |
| Le Bailleul             | 1.217                    | 27,46      | 44               | 72022      | 72200        |
| Louailles               | 703                      | 10,49      | 67               | 72167      | 72300        |
| Notre-Dame-du-Pé        | 707                      | 7,75       | 91               | 72232      | 72300        |
| Parcé-sur-Sarthe        | 1.998                    | 40,58      | 49               | 72228      | 72300        |
| Pincé                   | 191                      | 5,76       | 33               | 72236      | 72300        |
| Précigné                | 2.900                    | 57,85      | 50               | 72244      | 72300        |
| Sablé-sur-Sarthe        | 12.194                   | 36,92      | 330              | 72264      | 72300        |
| Solesmes                | 1.229                    | 11,53      | 107              | 72336      | 72300        |
| Souvigné-sur-Sarthe     | 606                      | 17,06      | 36               | 72343      | 72300        |
| Vion                    | 1.383                    | 20,04      | 69               | 72378      | 72300        |
| Kanton Sablé-sur-Sarthe | 27.608                   | 356,33     | 77               | 7217       | –            |

Bis zur landesweiten Neugliederung der Kantone im März 2015 bestand der Kanton Sablé-sur-Sarthe aus den 14 Gemeinden Asnières-sur-Vègre, Auvers-le-Hamon, Avoise, Courtillers, Juigné-sur-Sarthe, Louailles, Notre-Dame-du-Pé, Parcé-sur-Sarthe, Pincé, Précigné, Sablé-sur-Sarthe, Solesmes, Souvigné-sur-Sarthe und Vion. Sein Zuschnitt entsprach einer Fläche von 320,91 km2. Er besaß vor 2015 den INSEE-Code 7227.

## Bevölkerungsentwicklung
| 1962   | 1968   | 1975   | 1982   | 1990   | 1999   | 2006   |
| ------ | ------ | ------ | ------ | ------ | ------ | ------ |
| 16.876 | 18.188 | 19.609 | 21.674 | 23.202 | 25.212 | 26.511 |